# Clubiona opeongo
Clubiona opeongo är en spindelart som beskrevs av Edwards 1958. Clubiona opeongo ingår i släktet Clubiona och familjen säckspindlar. Inga underarter finns listade i Catalogue of Life.